# Francisco Martínez Bermell
Francisco Martínez Bermell (El Grao, Valencia, 29 de noviembre de 1916-Valencia, 2 de marzo de 2008), conocido como Paco Martínez, fue un reconocido enólogo español, que llevó por todo el mundo el nombre de Requena.

## Biografía
Nació en El Grao de Valencia, el 29 de noviembre de 1916, en una familia de clase media, dedicada al comercio y exportación de vinos y alcoholes. 
Su abuela, Filomena Pons, había fundado en 1876 la empresa Hijos de Pons Hermanos, en donde se inició en el mundo del vino, que marcó toda su trayectoria.
Durante la Guerra Civil se encuadró en la columna anarco-sindicalista "Torres -Beneito", con la que participó en el frente de Teruel. Encuadrado ya en el Ejército Popular de la República, intervino a las órdenes  del general Hernández Saravia. Tras la derrota republicana en la contienda, pasó la frontera francesa y estuvo a punto de ir a México, idea que rechazó para volver definitivamente a Valencia y continuar con el negocio familiar.
En 1945 contrajo matrimonio con la requenense Mª Ángeles Roda García, y se estableció, por su cuenta, como agente comercial de vinos, empezando, ya en Requena, en lo que sería la parte más importante y creativa de su vida. Bajo el magisterio de Pascual Carrión, director de la Estación Enológica, cursó los estudios de Enología, para posteriormente constituir la asociación de antiguos alumnos de la Enológica de Requena. En 1951 eleva al Ministerio de Agricultura una instancia para erigir en Requena un Monumento Nacional a la Vendimia, que es aceptada, aunque su ejecución hubo de retrasarse por complicaciones políticas. Un año más tarde la Fiesta de la Vendimia le nombra presidente de honor. Durante aquella Fiesta colabora activamente para la creación de una Emisora de FM que con el tiempo se convertirá en Radio Requena. 
A partir de los años sesenta comienza su mayor actividad institucional. En 1966 se le nombra presidente a nivel provincial de la Asociación Nacional de Enólogos (ANE). Y cuatro años más tarde, y tras la dimisión del doctor Manteca, obtiene la presidencia nacional. Al ser reelegido en dos ocasiones, presidió la ANE un total de doce años: 1970 a 1982, año en el que fue nombrado presidente de honor. De 1971 a 1978 fue vicepresidente de la Unión Internacional de Enólogos (UIE), con sede en París. Durante su mandando asistió frecuentemente a las reuniones de la UIE por toda Europa. En 1975 asistió como observador a la reunión de la Organisation Internationale de la Vigne et du Vin (OIV) en París. Cuatro años más tarde, recibió de manos del rey de España la Encomienda de la Orden del Mérito Agrícola. En 1983 es elegido miembro de número de la Academia del vino del Reino de Valencia, pronunciando el discurso de ingreso tanto en valenciano como en castellano, las dos lenguas que utilizaba. Pocos meses más tarde es investido Caballero de la Ordre International des Anusetiers, en la Commanderie "La Plana". Y a finales de ese año recibe la medalla al Mérito Enológico.
Persona muy ligada a Requena, ayudó a la creación de la Fiesta de la Vendimia de Requena, y fundamentalmente a su consolidación, pues fue presidente de la IV, la VI y la XXV (bodas de Plata), en la que, debido a su iniciativa, se procedió a la construcción del Monumento Nacional a la Vendimia. También a su impulso se debe la reconstrucción del Asilo de ancianos desamparados de Requena. Asimismo, comprometido con la cultura del vino, creó la asociación "Fomento del arte Bodega Honda", que ha participado en multitud de eventos nacionales de carácter etnológico.
Durante décadas aparecieron sus crónicas y comentarios en La Semana Vitivinícola, la revista decana de la prensa española dedicada al mundo del vino.
Hasta su fallecimiento, ocurrido el 2 de marzo de 2008, a los 91 años de edad, vivió en Valencia, retirado de los negocios y de la vida pública.
El 30 de mayo de 2014, con ocasión de la presentación del pago vinícola Vera de Estenas, se embotelló un vino varietal de merlot que lleva su nombre.

## Reconocimientos recibidos
- Medalla al Mérito Agrícola.
- Hijo Adoptivo de Requena.
- Presidente de Honor de la Asociación Nacional de Enólogos.
- Agente Comercial de Honor del Colegio de Valencia.